# 자유제국도시

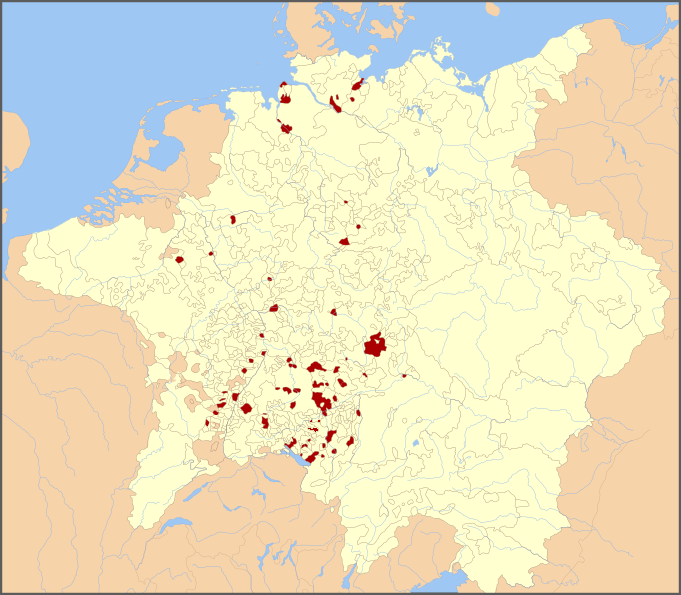
1648년 당시 자유제국도시들.

자유제국도시(독일어: Freie und Reichsstädte 프라이 운트 라이히스스타트[*])는 신성 로마 제국에서 볼 수 있었던 도시의 한 형태이다. 지방 영주와 사교의 통제하가 아니라 황제 직속에 속해 있는 자치 도시를 말한다
자유제국도시는 신성로마제국에서 제국칙령에 의한 자치를 누리는 도시였다. 성직제후나 지방의 영주들(공작, 변경백, 백작 등.)에게 종속된 지역의 소도시와 달리, 자유제국 도시는 오직 황제에게만 복종했다. 자유제국도시들은 제국에서 하나의 주(Staat)를 이뤘으며, 또한 제국의회에 두 개의 의원석을 가지고 있었다. 신성로마제국의 멸망까지 50여개의 자유시가 있었으며, 그 중에 몇몇은 소읍(Kleine Stadt)보다 더 작은 경우도 있었다.
신성 로마 제국 내에는 대략적으로 4천여 개의 도시와 소읍이 있었다. 그들 중 90퍼센트에 이르는 곳이 1600년경에도 천명 이하의 시민만을 가지고 있었다. 중세후기를 거치면서, 이런 도시들 중에  200개미만의 도시와 소읍들만이 자유제국도시의 지위를 누리게 되었다. 이런 도시들 중에서도, 일부 도시들은 수십 년이 지난 뒤에 이르러서 그 지위를 상실하게 된다. 1521년의 제국등록부에는 85개의 도시만이 자유제국도시로 등록되어 있었고 1555년의 아우크스부르크 화의에 이르러서는 65개의 도시만이 자유제국도시로 남게 되었다. 이런 경향은 계속 지속되어 베스트팔렌 조약이 체결된 1648년부터 1803년까지 자유제국도시의 숫자는 50개를 왔다 갔다 하였다. 자유제국도시는 신성로마제국 내에 있는 첫 번째 유형의 도시집단이라 할 수 있다.

## 목록
독일어 위키백과 자유제국도시
- 크라쿠프 자유시
- 고슬라어
- 루체른
- 네이메헌
- 트리에스테
- 툴 (프랑스)
- 루카 (토스카나주)
- 취리히
- 슈타인 암 라인
- 콜마르
- 프랑크푸르트

## 자유제국도시와 다른 도시들 간의 구별

### 지역 도시
신성 로마 제국 내에 존재한 두 번째 유형의 도시집단은 지역도시(Stadt des Territoriums)들이었다. 자유제국도시들과는 달리 지역도시는 성직제후 또는 지역 영주들에게 종속되어있었다. 또한 지역도시들 중 많은 수는 다양한 수준의 자치를 누렸으나, 이 자치권은 영주의 의지에 따라 폐지되거나 무시될 수 있는 불안정한 특권이었다.

### 준자치도시
신성 로마 제국 내에 있던 세 번째 부류의 도시집단은 준자치도시들이었다. 일부 역사학자들은 준자치도시들을 자유제국도시나 지역도시 중에 어느 곳에도 속하지 않은 곳이라고 규정하였다. 이들 도시들은 자치에 관해 공식적인 권리를 가지지는 못했지만, 영주로부터 상당히 오랜 기간 실질적인 자유를 누리기에 충분한 규모와 경제력을 가지고 있었다. 이런 준자치도시들은 지배자들의 세력이 약한 소규모의 지역에 전형적으로 분포하고 있었다. 세 번째 유형의 도시들은 보통 지역의회에는 의석을 가지고 있었으나 제국의회에는 의석을 가지지 못했다.

## 기원
신성로마제국 안에서 독일 도시들이 자치형태의 독립체로 발전해나간 속도는 세속영주와 성직제후의 발전보다 느렸다. 일부 도시들은, 신성로마제국 황제의 재정적인 목적을 위해, 13세기부터 14세기경에 황제의 지원을 받아 제국도시로 발전하게 되었다. 이러한 도시들은 처음엔 황제의 대관(代官)들에게 지배를 받았으나, 점진적으로 그들의 도시행정관들이 행정권과 사법권을 인정받게 되면서, 자치권을 얻게 되었다.
바젤, 아우크스부르크, 쾰른, 스트라스부르와 같은 자유 도시들은 처음에 지방영주나 성직제후에게 종속되어 있었으나, 앞의 경우와 마찬가지로 점진적으로 영주들한테 자치권을 얻게 되었다. 쾰른같이 몇몇의 경우에는 성직제후가 계속해서 거주민에 대해 봉건적인 특권을 자유 도시에게 주장하였다. 이러한 주장은 신성로마제국이 멸망할 때까지 끊임없는 소송제기로 이어졌다.
시간이 지나면서 제국 도시들과 자유 도시들 간의 경계는 점차 사라져갔다. 그 결과 제국 도시와 자유 도시들은 집합적으로 자유제국도시로 일컬어지게 되었다. 15세기 후반에 이르러서는 많은 도시들이 도시 명(名)에 자유 또는 제국이라는 이름을 넣게 되었다. 다른 제국 주(州)들과 마찬가지로 자유제국도시들은 전쟁을 일으키거나 멈출 수 있었고, 그들 고유의 무역사업을 조절할 수 있었다. 이러한 도시들은 외부로부터의 작은 수준의 간섭을 받았는데, 중세 후기에 많은 자유 도시들은 그들의 이익을 보호하기 위해 한자동맹과 같은 도시동맹을 형성하게 되었다.
중세에 걸쳐 도시들은 우여곡절과 힘의 정치에 의해 때때로 그들의 자유를 얻거나 잃게 되었는데, 몇몇 유명한 도시들은 자치의 권리를 헌장(憲章)의 형태로 선물을 통해 얻기도 하였다. 일부 도시들은  이런 헌장(憲章)을 돈이 필요한 지방영주에게서 구입하기도 하였다. 어떤 도시들은 13세기와 14세기동안의 투쟁 속에서 무력으로 자치권을 얻게 되었다. 일부 도시들은 호엔슈타우펜과 같은 강력한 가문의 단절로 인한 공백기에 자유를 얻게 되었다. 또 다른 도시들은 자발적으로 지역 영주의 보호 하(下)에 들어가게 되었는데, 이 경우에는 자연적으로 도시의 자치권이 소멸되었다.
1609년에 로마 가톨릭교회를 따르는 바이에른 공작령에 합병된 도나우뵈르트와 같은 특수한 경우에는, 황제로부터 자유제국도시의 지위를 여러 가지 이유에서 빼앗기게 되었다. 하지만 이런 경우는 종교개혁 이후엔 매우 드물게 발생하였으며, 베스트팔렌 조약이후 남은 자유제국도시들은 전부 1803년에 나폴레옹의 압력에 의해 이웃 주(州)로 합병당할 때까지 존속하였다.

## 발전
자유제국도시들은 1489년까지 제국의회에서 공식적인 제국 주(州)로 인정받지 못하였다. 대 제후나 선제후의 투표권과 비교하자면, 그들의 투표는 보통 오로지 참고적인 의미로만 받아들여졌다. 이들 도시들은 그들 자신을 제국의회 내에서 라인과 슈바벤, 두 개의 그룹으로 나누었다. 비록 다른 두 개의 그룹들과 비교해서 동등한 대표권을 확보하는 데에는 실패했지만, 베스트팔렌 조약이 체결될 때까지 자유제국도시들은 세 번째 단체를 형성했고 그들의 완전한 투표권 역시 확고해졌다. 다만 이들 도시들이 선제후와 대(大)제후 간에 캐스팅보드 역할을 하는 것을 막기 위해, 자유제국도시들은 제국의회 내에서 가장 먼저 결정하고 투표해야했다.
비록 제국의회 내에서 자유제국도시들이 불평등한 지위를 누렸음에도 불구하고, 이들 도시들이 연방단체로 완전히 받아들여진 것은 중요한 사실이었다. 이것을 통해 자유제국도시들이 이때까지 가지고 있던  불확실한 지위를 명확히 할 수 있었고, 제국 주(州)로 공식적으로 인정받았다는 영구적인 증거로 받아들여졌다. 특별한 예외가 없으면 아주 작은 자유제국도시였던 이즈니라 할지라도 공식적으로 브란덴부르크와 동등하게 받아들여졌다.
하지만 자유제국도시들은 점차적인 경험을 통해서 제국의회의 절차에 참여하는 것이 그렇게 큰 효과가 없다는 것을 깨닫게 되었다. 이는 자유제국도시들에 대한 대(大)제후들의 공감이 부족했기 때문이었다. 이들 도시들은 제국 의회 내에서 그들의 투표권을 거의 사용하지 않았으며, 뉘른베르크와 울름, 그리고 레겐스부르크(그 때까지 꼭두각시 제국의회가 위치해있던 곳)을 제외하고, 1700년에 이르러서 다른 자유제국도시들은 빈의 제국추밀원(최고 재판소의 기능을 담당한 신성 로마 황제의 자문 회의)에 대리인을 두는 것이 효율적이라는 사실을 알게 되었다. 하지만 추밀원에서 이뤄진 불리한 판결은 이후 도시의 재산과 자치권에 더 큰 위험을 야기했다.
많은 자유제국도시들의 영토는 일반적으로 작았으나, 울름이나 뉘른베르크, 함부르크 같은 예외가 존재했다. 이들 도시의 경우에는 상당한 규모의 내륙지역과 수십 개의 마을과 수천 명의 농노들로 이뤄진 봉토를 소유했는데, 이 지역의 주민들은 도시 시민들과 동등한 권리를 누리지 못했다. 반면 쾰른이나 아헨, 보름스, 고슬라, 베츨라어, 아우크스부르크, 레겐스부르크의 경우에는 대부분 도시의 영토가 도시의 경계를 넘어서까지 확장되진 않았다.
자유, 제국 도시들은 공식적으로 공화정체로 구성되어 있었으나, 작은 도시들을 제외하고 대부분의 도시들은 과두정체로 운영되었다. 이 경우 시(市) 정부는 엘리트들, 즉 세습귀족계층에 의해 구성되었는데 이들을 가리켜 도시귀족가문이라고 하였다. 이들은 경제적으로 가장 중요한 부르주아 가문으로, 그들 자신의 정치적 권리를 지속적으로 주장하였다.
부르주아는 보통 신성로마제국 내에서 정치적인 권리와 특권을 가진 가장 낮은 사회적 계층으로, 많은 도시에서 총 인구수의 절반을 차지했지만, 조직화되지 않은 도시 인구였다. 이들은 “거주자(Beisassen)”라고 불렸는데 소규모의 장인들과 기술자들, 길거리의 상인들, 일용직 노동자들, 하인들, 그리고 가난한 도시인구로 이뤄져있었다. 더불어 이들 중에는 외국 상인들과 지방 영주의 관리들, 피한(Überwinterung)을 위해 온 귀족들도 있었다.
자유제국도시 내에서 도시폭동은 때때로 계급간의 항쟁이 원인이었다. 도시 폭동은 근대초기에는 다음과 같은 17세기 초반의 경우(뤼베크, 1598–1669; 슈베비쉬 할, 1601–1604; 프랑크푸르트, 1612–1614; Wezlar, 1612–1615; 에르푸르트, 1648–1664; 쾰른, 1680–1685; 함부르크 1678–1693, 1702–1708)를 빼고 일반적이지 않았다. 특히 1708년에 발생했던 함부르크 도시폭동의 경우에는, 도시의 질서를 회복하고 대립세력 간의 협상을 주재하기 위해 제국의 관리와 군대가 파견될 정도로 상황이 심각했다.
제국 도시의 숫자는 베스트팔렌 조약 때까지 줄어들었는데, 제국 도시는 전체적으로 독일 남서부에 비해 더 크고 강한 독일 서북부지역보다 정치적으로 매우 분열된 슈바벤과 프랑켄의 독일 남서부지방에 더 많이 존재하였다.
제국 도시 중 일부는 16세기부터 17세기까지, 외국과의 영토교환으로 인해 제국과 분리되었다. 프랑스의 앙리 2세는 메츠와 베르됭, 툴의 3 주교령과 연결되어있는 제국 도시들을 얻게 되었다. 이와 유사하게 루이 14세는 Chambers of Reunion, Chambres de réunion을 통해 스트라스부르와 데카폴의 10개의 동맹도시를 합병했다. 또한 옛 스위스 연방은 1648년에 제국으로부터 공식적인 독립을 얻어냈는데, 바젤과 베른, 세인트갤런, 취리히, 루체른, 샤프하우젠, 졸로투른 등의 제국도시들은 신성로마제국으로부터의 독립이 인정되었다.
이런 경향은 유럽에서 프랑스혁명이 일어나면서 가속화되었다. 1795년 이후에 라인 강 서부지역은 프랑스혁명군에 의해 병합되었는데, 이와 동시에 쾰른, 아헨, 보름스, 슈파이어와 같은 다양한 제국 도시들의 독립이 위협받게 되었다. 이후 나폴레옹 전쟁은 1803년의 신성로마제국의 재조직을 이끌어냈는데(German Mediatisation, deutsche Mediatisierung), 그 결과 함부르크와 브레멘, 뤼베크, 프랑크푸르트, 아우크스부르크, 뉘른베르크의 여섯 개의 도시를 제외한 모든 자유도시들은 자치권과 독립을 잃고 이웃 영토에 흡수되었다. 마침내 나폴레옹의 압력아래에서 신성로마제국은 1806년에 해체되었고 1811년까지 모든 제국 도시들은 그들의 자치권과 독립을 잃게 되었다. 아우크스부르크와 뉘른베르크는 바이에른에 합병되었고, 프랑크푸르트는 나폴레옹 제국의 위성 국가인 프랑크푸르트 대공국의 중심지가 되었다. 그리고 세 개의 한자동맹 도시는 영국에 대항한 대륙봉쇄를 강화하기 위해 프랑스에 직접적으로 합병되었다. 함부르크와 뤼베크의 영토는 엘베주(Département des Bouches de l’Elbe)의 일부가되었고, 브레멘은 베저주의 일부가 되었다.
빈회의의 결과로 독일연방이 1815년에 만들어졌을 때에 함부르크와 뤼베크, 브레멘, 프랑크푸르트는 자유시로 복귀하였고, 이들 도시는 느슨한 독일연방의 일원으로 모든 주권을 누리게 되었다. 나중에 프랑크푸르트는 오스트리아-프로이센 전쟁의 결과로 프로이센에 합병되었고, 나머지 세 개의 도시는 1871년에 새로운 독일제국의 공식적인 주가 되었다. 따라서 이들 도시는 더 이상 국방, 외교 분야의 완전한 주권을 누릴 수 없게 되었다. 비록 바이마르 공화국과 히틀러의 제3제국 하에서도 자유도시로서의 지위를 가지긴 했지만, 히틀러의 제 3제국 하에서는 순전히 명목상의 지위에 불과하였다.

## 같이 보기
- 자유시 (고전 시대)